# Kanton Saint-Gaultier
Saint-Gaultier is een kanton van het Franse departement Indre. Het kanton maakt deel uit van de arrondissementen Le Blanc (29) en Châteauroux (5).

## Gemeenten
Het kanton Saint-Gaultier omvatte tot 2014 de volgende 8 gemeenten:
- Chitray
- Luzeret
- Migné
- Nuret-le-Ferron
- Oulches
- Rivarennes
- Saint-Gaultier (hoofdplaats)
- Thenay

Door de herindeling van de kantons bij decreet van 18 februari 2014 met uitwerking op 22 maart 2015 werden volgende gemeenten eraan toegevoegd:
- Beaulieu
- Bélâbre
- Bonneuil
- Chaillac
- Chalais
- La Châtre-Langlin
- Chazelet
- Dunet
- Lignac
- Luant
- Mauvières
- Méobecq
- Mouhet
- Neuillay-les-Bois
- La Pérouille
- Parnac
- Prissac
- Roussines
- Sacierges-Saint-Martin
- Saint-Benoît-du-Sault
- Saint-Civran
- Saint-Gilles
- Saint-Hilaire-sur-Benaize
- Tilly
- Vendœuvres
- Vigoux